# زندر
زَندَر (بأمازيغية الطوارق: زندر) أو دَماغَرَم، وهو الاسم المحلي، هي ثاني مدن دولة النيجر من حيث عدد السكان، بلغ عدد سكانها نحو 170 ألفا سنة 2001 وفاق الـ200 ألف نسمة سنة 2005 حسب تقديرات. تبعد 861 كم إلى شرق العاصمة نيامي و240 كم إلى شمال مدينة كانو النايجيرية.

## معرض صور

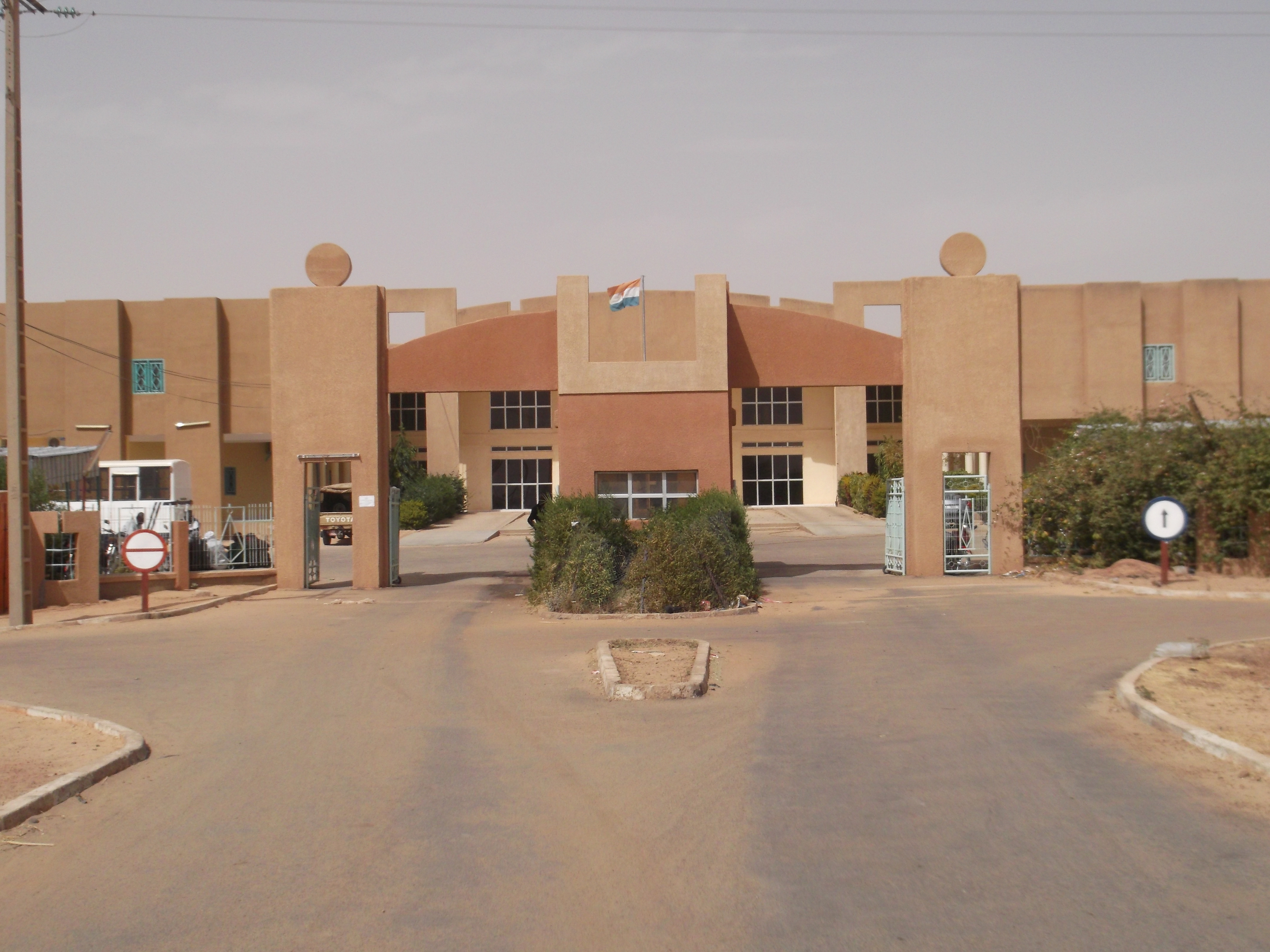
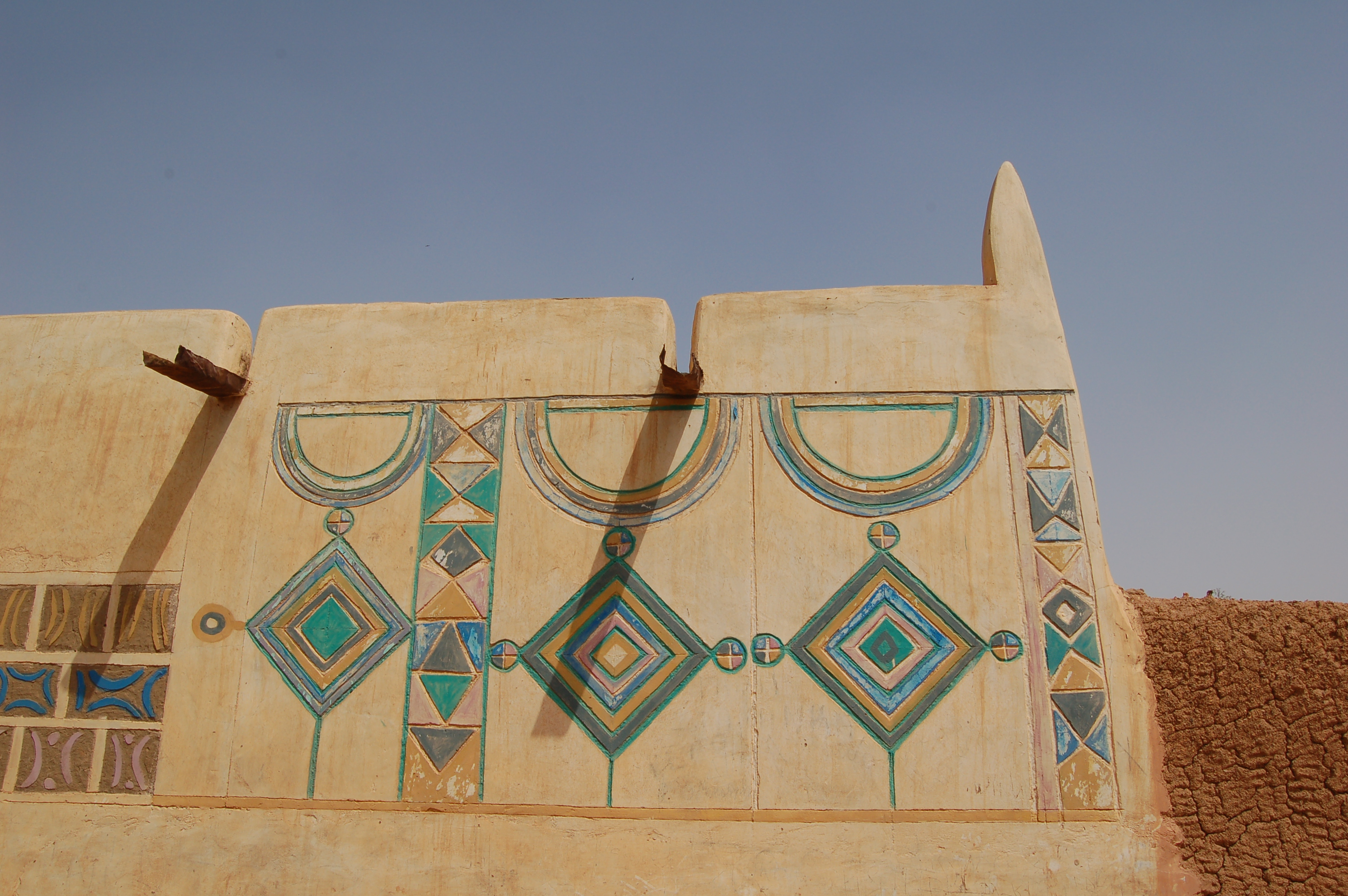
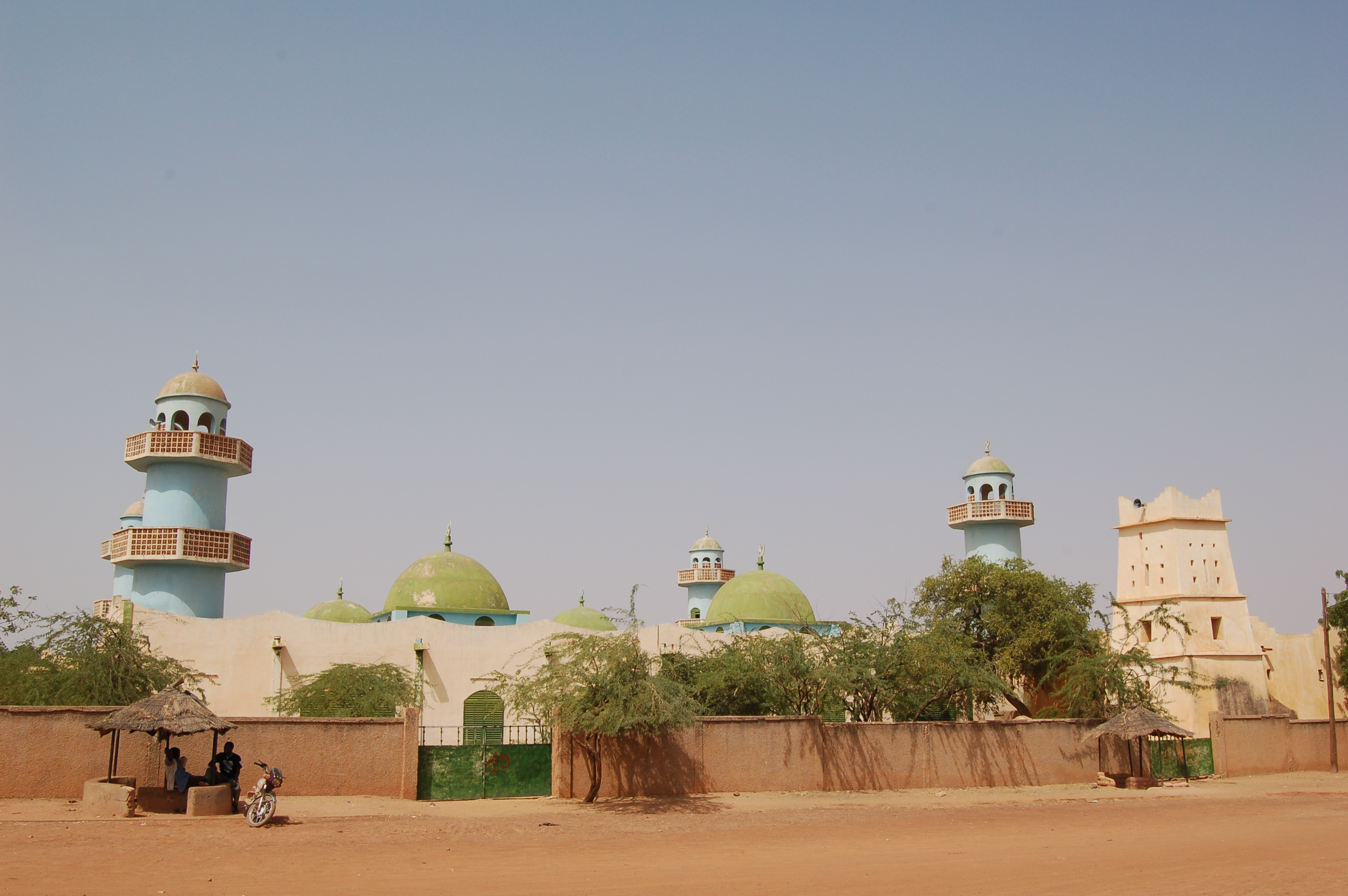
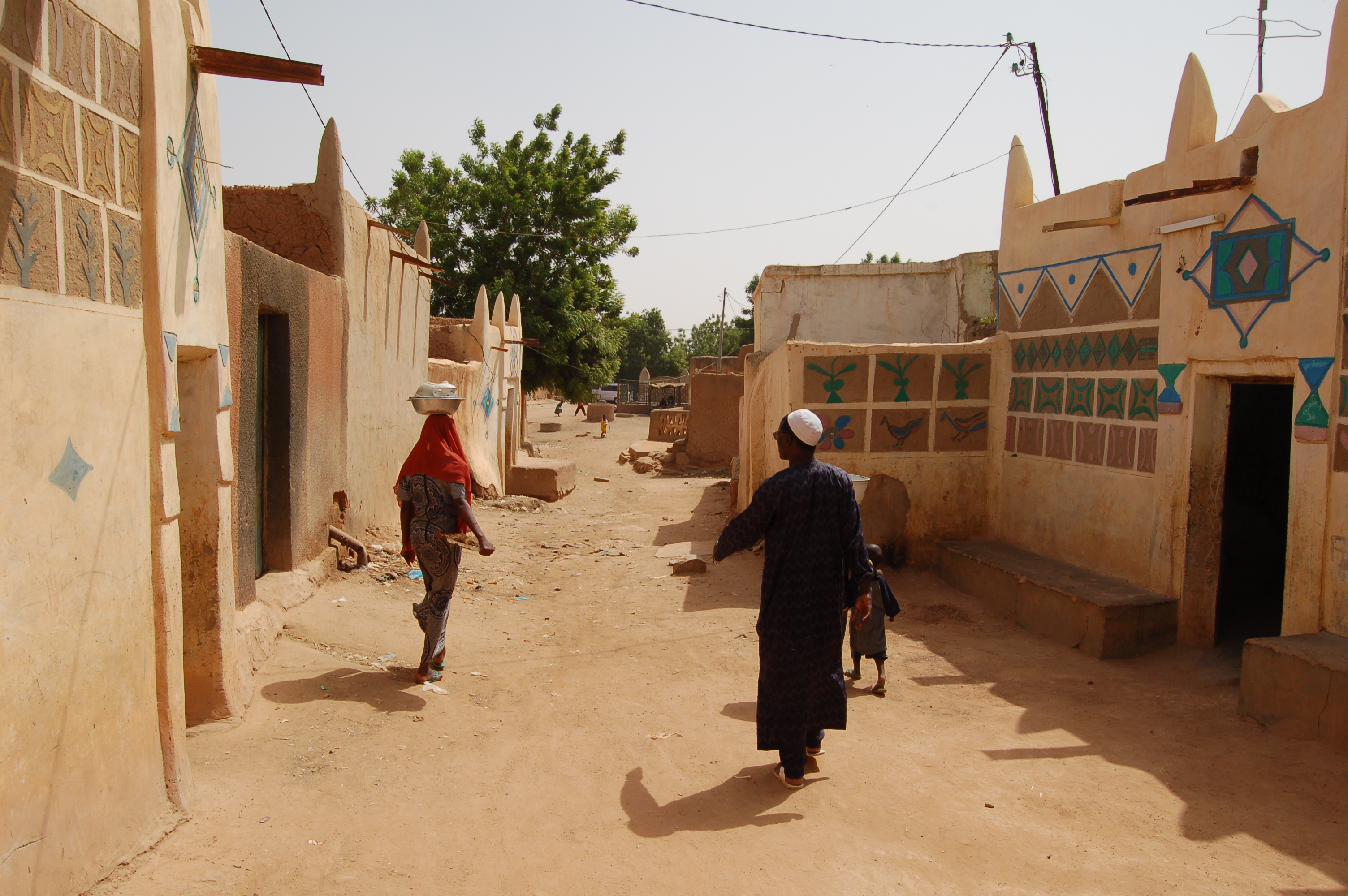

## أعلام
- باسكال أنيسيه